# Clara Haskil

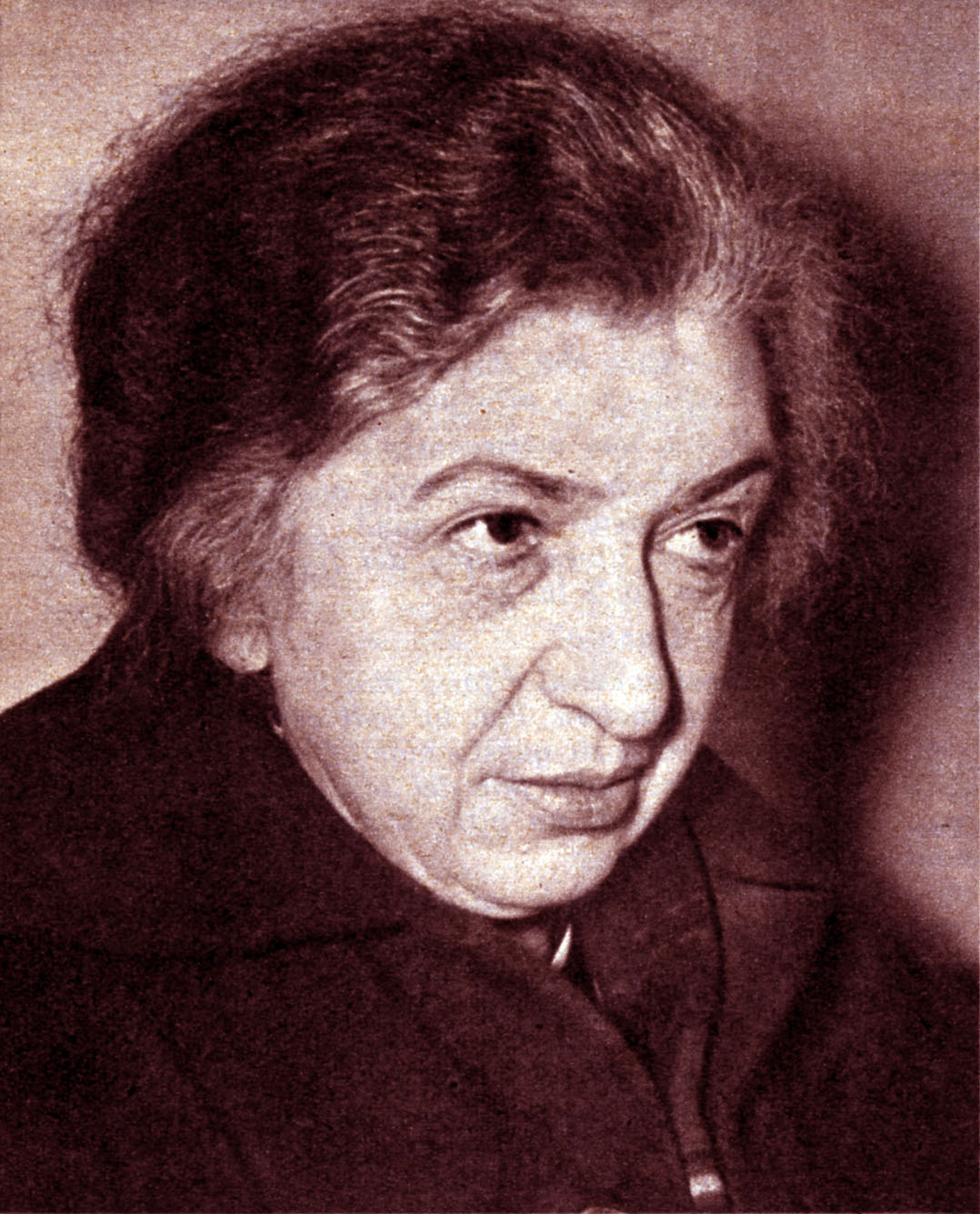
Clara Haskil in 1959

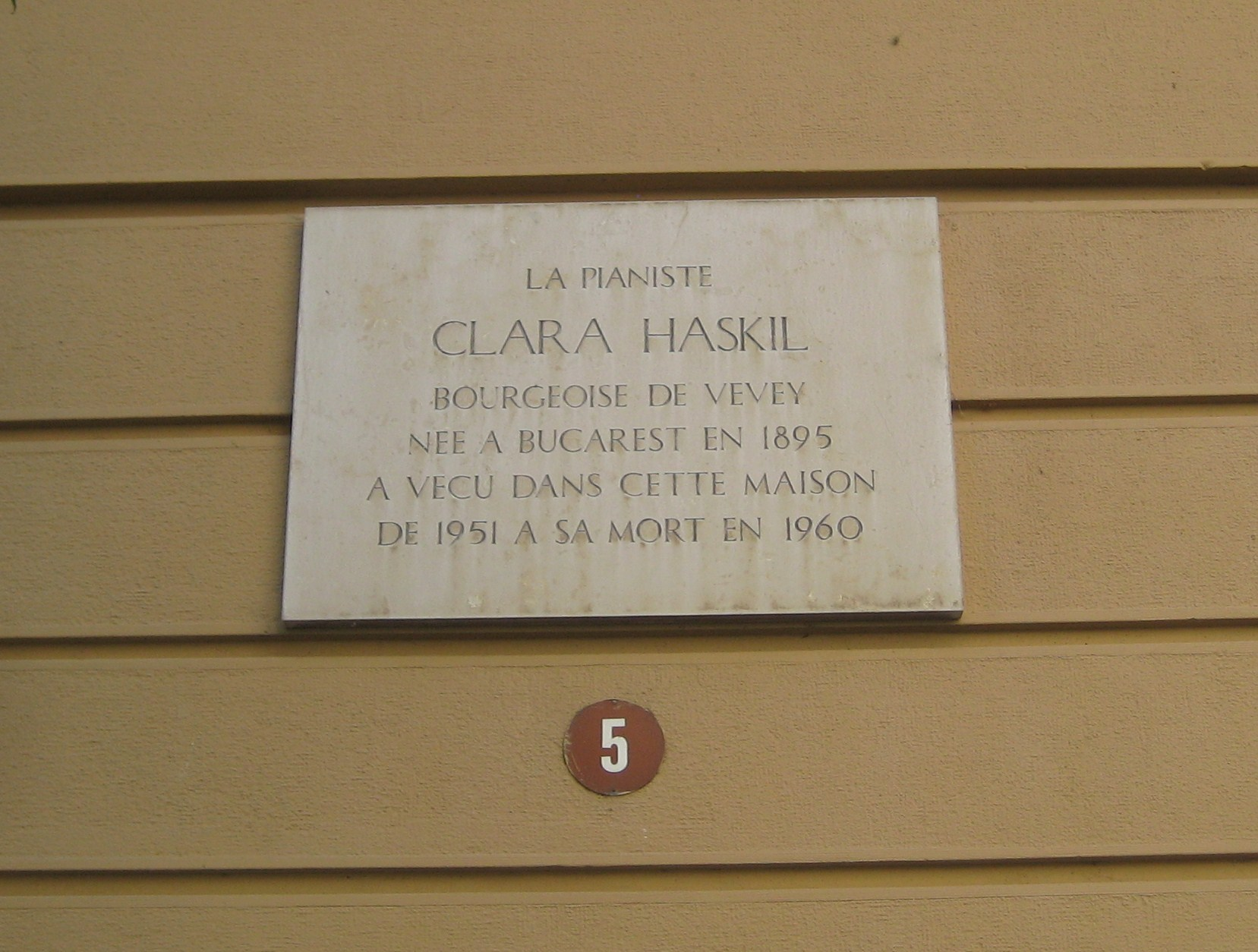
Plaquette op huis Haskil in Vevey

Clara Haskil (Boekarest, 7 januari 1895 - Brussel, 7 december 1960) was een Roemeense pianiste die na 1949 de Zwitserse nationaliteit had.

## Levensloop
Haskil werd geboren in een Sefardisch-Joodse familie in Boekarest. Ze studeerde piano in Wenen bij Richard Robert, een beroemde pianopedagoog die ook Rudolf Serkin en George Szell als leerlingen had. Hierna kreeg ze kort les van Ferruccio Busoni. Op tienjarige leeftijd verhuisde ze naar Parijs, waar ze begon te studeren bij Joseph Morpain, die zelf een leerling was geweest van Gabriel Fauré. Van deze leraar gaf ze zelf aan dat hij haar zeer beïnvloed had. Tien jaar oud werd ze ook toegelaten tot het Conservatorium van Parijs. Ze werd ingeschreven bij Alfred Cortot hoewel ze haar meeste lessen in werkelijkheid kreeg van Lazare Lévy en Madame Giraud-Letarse. Ze slaagde voor haar eindexamen op vijftienjarige leeftijd met een "Premier Prix" in piano- zowel als vioolspel.
Na haar examens begon Haskil als solist te toeren door Europa, hoewel haar carrière haar leven lang beperkt werd door vele fysieke kwalen. In 1913 kreeg ze een gipsen korset aangemeten in een poging haar scoliose een halt toe te roepen. Ze was vaak ziek en had ook regelmatig last van plankenkoorts, waardoor echt grote successen en financieel gewin uitbleven. Het grootste deel van haar leven bracht ze in extreme armoede door. Pas na de Tweede Wereldoorlog kreeg ze, onder meer door een serie concerten die ze in 1949 in Nederland gaf, het succes en de waardering die ze gezien haar grote talent verdiende. Clara Haskil bezat sinds 1949 de Zwitserse nationaliteit en woonde van 1951 tot en met 1960 in Vevey.
Haskil overleed aan de verwondingen die ze opliep door een val in station Brussel-Zuid. Ze zou de dag erna een concert geven met de violist Arthur Grumiaux. Ze ligt begraven in Parijs op Cimetière Montparnasse.

## Speelstijl en repertoire
Als pianist werd haar spel gekenmerkt door een pure toon en frasering die wel in verband zijn gebracht met haar training en vaardigheden als violist. Transparantie en een gevoelvolle inspiratie waren andere kenmerken van haar stijl. Ze was beroemd om haar interpretaties van het klassieke en vroegromantische repertoire. Speciaal gewaardeerd waren haar uitvoeringen en plaatopnamen van werken van Mozart. Velen beschouwden haar als diens meest vooraanstaande interpreet in haar tijd. Ook haar uitvoeringen van werken van Beethoven,  Schumann en Scarlatti werden geroemd.
Niet enkel trad ze op als solist, maar Haskil was ook een ervaren en geliefd kamermusicus. Ze trad op met onder meer George Enescu, Eugène Ysaÿe, Pablo Casals, Joseph Szigeti, Géza Anda en Isaac Stern. Met Arthur Grumiaux maakte ze opnamen van de vioolsonates van Mozart en Beethoven die voor velen nog steeds gelden als 'de' standaard. Met hem speelde ze ook het allerlaatste concert dat ze gaf. Als solist speelde ze met vrijwel alle grote dirigenten van haar tijd: Leopold Stokowski, Herbert von Karajan, Thomas Beecham, Georg Solti, John Barbirolli, Adrian Boult, Eugen Jochum, Wolfgang Sawallisch, Rudolf Kempe, George Szell, Sergiu Celibidache, Otto Klemperer, Hans Rosbaud, Pierre Monteux, André Cluytens, Paul Paray, Willem van Otterloo, Igor Markevitsj, Carlo Maria Giulini, Paul Sacher, Ernest Ansermet, Charles Munch, Rafael Kubelik, Rudolf Baumgartner, Ferenc Fricsay en Désiré-Émile Inghelbrecht.

## Postuum
Sinds 1963 wordt elke twee jaar in Vevey, ter ere van en ter herinnering aan haar, de Clara Haskil International Piano Competition gehouden voor jonge pianisten van over de gehele wereld. In Vevey is een straat naar haar vernoemd. Aan haar huis in die stad is een plaquette bevestigd.
In 2017 verscheen de documentaire 'Clara Haskil, le mystère de l'interprète', documentaire van 70 minuten, gemaakt door Pascal Cling, Prune Jaillet en Pierre-Olivier François.